# 手宮線
手宮線（てみやせん）は、北海道（後志支庁）小樽市の南小樽駅から手宮駅を結んでいた、日本国有鉄道（国鉄）の鉄道路線（貨物線）である。北海道で最初の鉄道（官営幌内鉄道）開業区間の一部で、石炭や海産物の積み出しで賑わったが、1985年（昭和60年）11月5日に廃止となった。
旧手宮鉄道施設（現・小樽市総合博物館本館）は国指定の重要文化財、線路は保存されて日本遺産「炭鉄港」の一部となっているほか、散策イベントや観光にも利用されている（後述）。

## 路線データ（廃止時）
- 管轄：日本国有鉄道（国鉄）
- 区間（営業キロ）：南小樽駅 - 手宮駅間 2.8 km
- 軌間：1,067 mm（狭軌）
- 駅数：2
- 複線区間：なし（全線単線。一時期は複線だった）
- 電化区間：なし（全線非電化）
- 閉塞方式：タブレット閉塞式

## 歴史
北海道では最初の鉄道である官営幌内鉄道（手宮駅 - 札幌駅 - 幌内駅）の一部として1880年（明治13年）11月28日に開通した。官営幌内鉄道は1889年（明治22年）12月11日に北海道炭礦鉄道に譲渡された後、鉄道国有法によって1906年（明治39年）10月1日に買収、国有化された。
1958年（昭和33年）に旅客列車の気動車化を実施し、1959年（昭和34年）9月22日のダイヤ改正時点では9往復が運行されていた。利用客減少のため、1961年（昭和36年）10月1日のダイヤ改正（サンロクトオ）で旅客列車は蒸気機関車牽引の客車列車2往復のみとなり、翌1962年（昭和37年）5月14日を最後に旅客営業が廃止された。
その後も貨物輸送は続けられたが、輸送量の減少により1985年（昭和60年）8月下旬から貨物列車の運行がなくなり、同年11月3日・4日にさよなら運転として臨時列車「さよなら手宮線手宮号」が運行され、翌日付で廃止された。
その後、廃線後ではあるが線路が函館本線とつながったままであることを活かし、手宮駅跡に開館した当時の北海道鉄道記念館（現在の小樽市総合博物館）に静態保存されていた蒸気機関車C62 3を復活のため引き出した時に、配給列車として列車が運転された実績がある。
路線の跡地は散策路として整備されている（後節参照）。

### 年表
- 1880年（明治13年）
  - 10月24日：手宮桟橋 - 熊碓第4隧道間で試運転[注釈 2][4]。
  - 11月28日：官営幌内鉄道が手宮駅 - 開運町駅（ - 札幌駅）間の鉄道が開業。手宮・開運町の各駅を新設。
- 1881年（明治14年）5月22日：開運町駅を住吉駅に改称。
- 1889年（明治22年）12月11日：官営幌内鉄道が北海道炭礦鉄道に譲渡。
- 1893年（明治26年）11月6日：手宮駅 - 桟橋駅間の貨物線が開業。（貨）桟橋駅を新設。
- 1900年（明治33年）6月11日：住吉駅を小樽駅（初代）に改称。
- 1901年（明治34年）11月6日：手宮駅 - 桟橋駅が廃止。（貨）桟橋駅を廃止。
- 1903年（明治36年）8月21日：手宮駅 - 室蘭駅間に急行列車が運転開始。
- 1904年（明治37年）7月1日：色内駅 - 手宮駅間の線路を陸側に移転、使用開始[注釈 3]。
- 1905年（明治38年）8月1日：北海道鉄道（初代）の小樽駅（初代、現・南小樽駅） - 高島駅（現・小樽駅）間開業。
- 1906年（明治39年）10月1日：北海道炭礦鉄道の小樽駅 - 手宮駅間が国有化され、国有鉄道に移管。
- 1907年（明治40年）7月1日：全線の旅客営業を休止。
- 1909年（明治42年）10月12日：国有鉄道線路名称制定に伴い、小樽駅 - 手宮駅間が手宮線となる。
- 1910年（明治43年）頃：全線複線化。
- 1912年（大正元年）
  - 8月6日：色内仮停車場を新設。
  - 8月11日：全線の旅客営業を再開。
- 1914年（大正3年）12月1日：色内仮停車場を休止。
- 1920年（大正9年）
  - 6月1日：色内仮停車場を再開。
  - 7月15日：小樽駅を南小樽駅に改称。
- 1943年（昭和18年）
  - 5月1日：色内を仮停車場から駅へ変更。
  - 10月1日：全線の旅客営業を休止、色内駅を休止。
  - 11月20日：全線単線化[8]。
- 1948年（昭和23年）11月10日：全線の旅客営業を再開。
- 1949年（昭和24年）
  - 6月1日：公共企業体日本国有鉄道（国鉄）に移管。
  - 9月1日：色内仮乗降場を新設。
- 1962年（昭和37年）
  - 5月14日：全線の旅客営業を廃止[新聞 3]。
  - 5月15日：色内仮乗降場を廃止。
- 1985年（昭和60年）11月5日：全線廃止[新聞 1]。

## 駅一覧
- 全駅北海道（後志支庁）内に所在
- 事業者名、自治体名は廃止当時のもの。
- 仮乗降場には営業キロが設定されていなかった。括弧内に実キロを記す。

### 南小樽駅 - 手宮駅間
| 駅名         | 営業キロ | 営業キロ | 接続路線・備考                                    | 所在地 |
| 駅名         | 駅間     | 累計     | 接続路線・備考                                    | 所在地 |
| ------------ | -------- | -------- | ------------------------------------------------- | ------ |
| 南小樽駅     | -        | 0.0      | 日本国有鉄道：函館本線                            | 小樽市 |
| 色内仮乗降場 | -        | (1.1)    | 1962年（昭和37年）5月15日廃止                     | 小樽市 |
| 手宮駅       | 2.8      | 2.8      | 北海道炭礦鉄道：北海道炭礦鉄道（貨物線）※桟橋方面 | 小樽市 |

### 手宮駅 - 桟橋駅間
| 駅名         | 営業キロ | 営業キロ | 接続路線・備考                             | 所在地 |
| 駅名         | 駅間     | 累計     | 接続路線・備考                             | 所在地 |
| ------------ | -------- | -------- | ------------------------------------------ | ------ |
| 手宮駅       | -        | 0.0      | 北海道炭礦鉄道：北海道炭礦鉄道 ※南小樽方面 | 小樽区 |
| （貨）桟橋駅 | 0.7      | 0.7      |                                            | 小樽区 |

## 国鉄最短路線記録
1985年3月14日、国鉄の営業路線で当時最短だった小松島線 (1.9 km) が廃止されたことで、当路線が国鉄の最短営業路線となったが、8か月後に当路線も廃止となった。当路線の廃止後は、新湊線（当時3.6 km）が最短となり、国鉄分割民営化を迎えている。
なお、旅客営業を行う路線では、小松島線廃止後は香月線（3.5 km、1985年4月1日廃止）→桜島線（当時4.0 km）と変遷した。

## 日本遺産「北海道の心臓」構成文化財

### 北海道の『心臓』と呼ばれたまち・小樽
2025年（令和7年）2月、小樽市は「北海道の『心臓と呼ばれたまち・小樽」として日本遺産に認定された。
かつて小樽で育った小林多喜二は、小樽のまちを「北海道の『心臓』みたいな都会である」と表現した。『心臓』となる契機は、石炭輸送のため北海道初の鉄道、官営幌内鉄道（のちの手宮線）が1880年（明治13年）に開通したことによる。

### 手宮線と小樽の歴史
小樽から輸送された石炭は本州および海外で近代産業の勃興に貢献した。明治中期以降、北海道への移民が本格化すると、増大する道内の人口を支える生活物資の供給基地として小樽は大きく発展していく。
物流拠点となった小樽には卸商や金融機関が軒を並べ、海岸線には移出入の物資を保管する石造倉庫が並び、仕事を求める人々が殺到する「ゴールドラッシュ」さながらの活況が出現した。
戦後になると、手宮線の旅客営業は1962年（昭和37年）5月に廃止され、さらにエネルギーの石油への転換により、炭鉱が次々に閉山し、石炭輸送が激減、ほかの貨物も自動車輸送に代わっていった。その結果、1985年（昭和60年）11月手宮線は貨物営業も廃止され、その役割を終えた。

### 運河保存運動
高度経済成長期、荒廃した運河を埋立てて道路を建設する都市計画が決定するが、取り壊される倉庫を見た市民は、「まちの記憶」を守るため運河保存運動を始めた。10年にわたる運動の結果、運河の一部を散策路として整備し、観光都市・小樽の礎となった。

### 廃線後
また、廃止後の手宮線は、北海道初の鉄道であり北海道の開拓や発展に大きく貢献したという歴史的価値が認められ、線路などの鉄道施設を残した遊歩道に整備されることになった。2016年（平成28年）には寿司屋通りから手宮（小樽市総合博物館手前）まですべての工事が終わり、「旧手宮線散策路」として再利用されている。

## 線路跡の現況

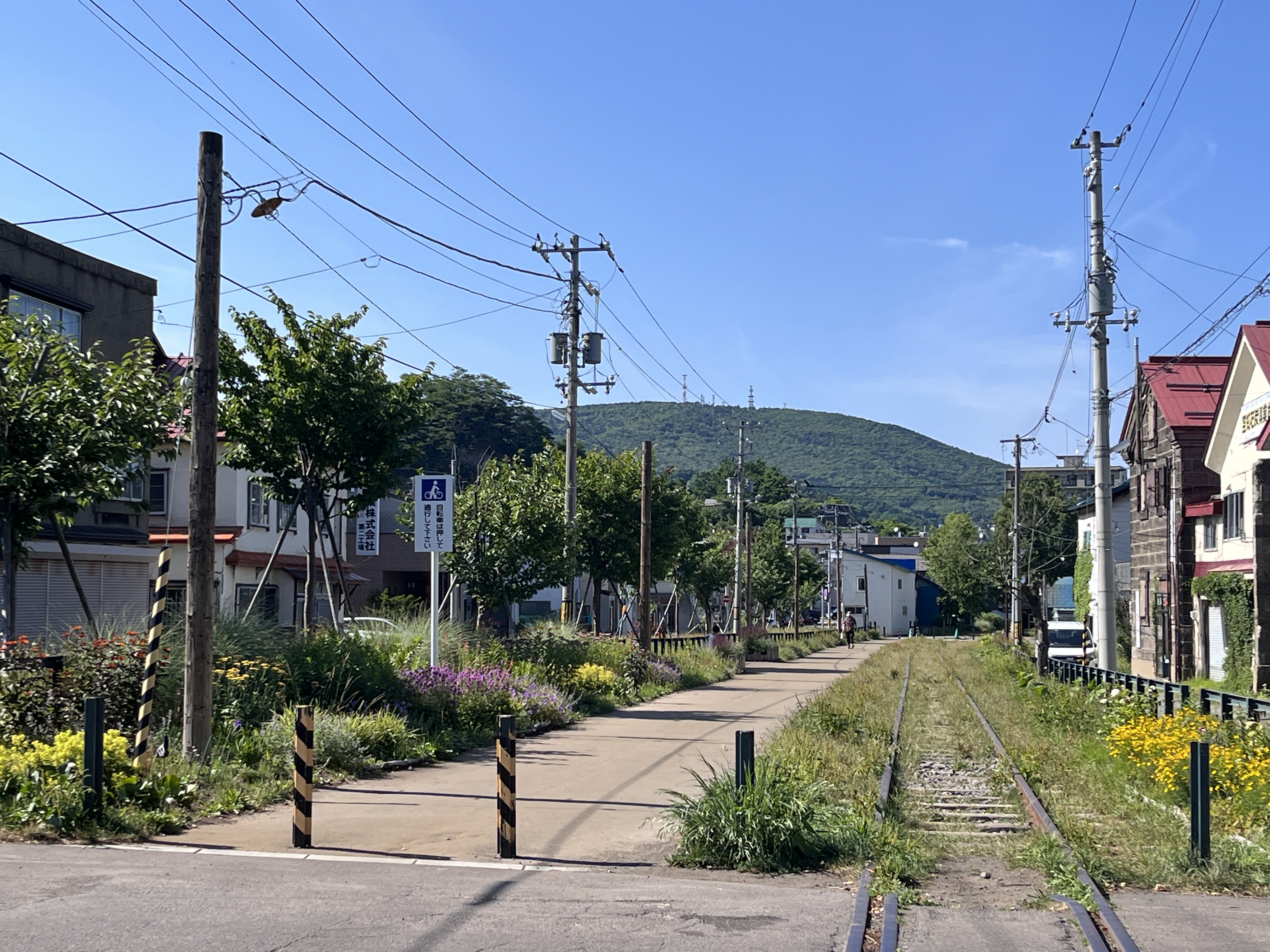
散策路として再活用されている

廃線後、小樽市民を中心として、「旧国鉄手宮線打ち合わせ会議」が発足した。1996年（平成8年）には「小樽まちづくり協議会」が組織され、手宮線跡の活用方法について討論が開始された。活用方法については、小樽の中心部と各地を路面電車によるネットワークで結ぶ「軌道輸送系」、線路跡を散策路などとして活用する「オープンスペース系」などの案が挙がった。
1998年（平成10年）に周辺住民らに対して調査が行われた結果、オープンスペース系への賛成意見が半数近くであった。手宮線跡は歴史的な遺産のみならず、まちづくりに貢献する小樽市民の財産と考えられたこともあって、オープンスペースとしての活用案が進められた。2001年（平成13年）には、小樽駅と小樽港の間の中央通の拡張に伴い、一部の線路の撤去案が挙がったが、市民からの反対意見の末に、撤去の計画は撤回され、線路の全面的な保存が決定した。
小樽市は廃線跡のうち、約1.6 kmを線路や遮断機などの遺構を残しながら歩きやすく舗装し、散策路として整備している。寿司屋通りから中央通りまでの510mは、2001年（平成13年）度に用地をJR北海道から取得し、同年度中に完成した。同2001年より、散策路としての整備のために、街灯、案内板、ベンチ、花壇などの設置が進められた。その後、中央通りから小樽市総合博物館（鉄道・科学・歴史館）までの約1,160 mについても2006年（平成18年）度に用地を取得し、2013年（平成25年）度から4年間の計画で整備され、2016年（平成28年）10月までに最後の147 m の工事が完成し、同年11月6日に開通記念式典を行った。
現在、廃線跡のほとんどが保存されている。踏切も残っており、踏切での一時停止不要を知らせる看板もある。小樽市総合博物館は手宮駅跡を本館（鉄道・科学・歴史館）として活用しているほか、かつて手宮線で使われていた蒸気機関車 (SL) や日本銀行の現金輸送車を展示している。また、手宮線をLRTとして復活する提案が地元の「小樽まちづくり協議会」を中心になされている。
2019年（令和元年）には、手宮線の散策路整備が、小樽がらす市や小樽雪あかりの路などイベントにも活用され、小樽らしい景観づくりに繋がっていると評価されたことで、第23回都市景観賞を受賞した。